# Alessandrina de Rye
Alessandrina de Rye (Bruxelles, 1º agosto 1589 – Bruxelles, 26 dicembre 1666) è stata una nobildonna belga, per matrimonio fu contessa consorte di Taxis, come moglie del conte Leonardo II. Dal 1628 al 1646 fu reggente in nome del figlio, il conte Lamoral.

## Biografia

### Famiglia
Alessandrina de Rye, nata contessa di Varax, nacque il 1º agosto 1589 a Bruxelles, secondogenita di Filiberto de Rye (1540-1597), conte di Varax e barone di Balançon, e di Claudina di Tournon-Roussillon. Il suo fratello maggiore fu il conte Francesco II (1571-1637) e quelli minori furono Luisa, Cristoforo e Simon.
Il fratello Cristoforo sposò la nobildonna Anna Eleonora di Chabot, la cui casata si imparentò con quella di Rohan. Inoltre la sua nonna materna, Claudina de la Tour-Turenne (1520-1591), fu una dama di compagnia di Margherita di Valois, regina consorte di Francia e Navarra.

### Matrimonio e figli
La contessa Alessandrina sposò il 29 giugno 1616, all'età di 26 anni, il conte Leonardo II di Taxis, appartenente al casato di Thurn und Taxis, i cui primi membri fondarono il servizio postale del Sacro Romano Impero, contribuendo in modo fondamentale alla diffusione dei sistemi postali in Europa. Dal matrimonio nacquero due figli:
- Genoveffa Anna (16 aprile 1618 - 14 dicembre 1663), sposò l'8 luglio 1637 Sigismondo Sfondrati;
- Lamoral Claudio Francesco (14 febbraio 1621 - 13 settembre 1676), erede del padre, sposò la nobildonna belga Anna Francesca Eugenia di Horne.

Il 7 luglio 1624, alla morte del suocero, suo marito divenne conte di Taxis e lei contessa.

### Reggenza
Il marito di Alessandrina morì il 23 maggio 1628 e poiché il suo erede, il figlio Lamoral Claudio, era troppo piccolo per governare, Alessandrina divenne reggente in suo nome. Prese così in mano anche le redini del servizio postale imperiale, che prima di quel momento fu gestito dal consorte. Durante la reggenza Alessandrina fu anche tutrice del figlio e in tale veste gli impartì un'istruzione molto approfondita sulle lingue, educandolo anche al futuro ruolo di Maestro Generale di Posta dell'Impero. Smise di essere reggente fino al compimento della maggiore età del figlio, nel 1646.

## Titoli e trattamenti
- 1º agosto 1589 – 7 luglio 1624: Alessandrina di Rye, contessa di Varax
- 7 luglio 1624 – 23 maggio 1628: Sua signoria, la contessa Alessandrina di Taxis
- 23 maggio 1628 – 26 dicembre 1666: Sua signoria, la contessa Alessandrina di Rye, contessa di Varax

## Ascendenza
|                                     |                                |                                               | Genitori                                               |  |  | Nonni |  |  | Bisnonni               |  |  | Trisnonni    |  |
|                                     |                                |                                               |                                                        |  |  |       |  |  | Simone, signore de Rye |  |  | Luigi de Rye |  |
|                                     |                                |                                               |                                                        |  |  |       |  |  | Simone, signore de Rye |  |  | Luigi de Rye |  |
|                                     |                                | Giovanna di Saulx                             |                                                        |  |  |       |  |  | Simone, signore de Rye |  |  |              |  |
| Gerardo de Rye, signore di Balançon |                                |                                               |                                                        |  |  |       |  |  | Simone, signore de Rye |  |  |              |  |
|                                     |                                | Giovanna de la Baume                          | Guido de la Baume, conte di Montrevel                  |  |  |       |  |  |                        |  |  |              |  |
|                                     |                                | Giovanna de la Baume                          | Guido de la Baume, conte di Montrevel                  |  |  |       |  |  |                        |  |  |              |  |
|                                     |                                | Giovanna de la Baume                          | Giovanna di Longwy                                     |  |  |       |  |  |                        |  |  |              |  |
| Filiberto de Rye                    |                                | Giovanna de la Baume                          |                                                        |  |  |       |  |  |                        |  |  |              |  |
|                                     |                                | Cristoforo di Longwy                          | Filippo di Longwy, signore di Pagny                    |  |  |       |  |  |                        |  |  |              |  |
|                                     |                                | Cristoforo di Longwy                          | Filippo di Longwy, signore di Pagny                    |  |  |       |  |  |                        |  |  |              |  |
|                                     |                                | Cristoforo di Longwy                          | Giovanna di Bauffremont, signora di Miraberau          |  |  |       |  |  |                        |  |  |              |  |
| Claudina Luisa di Longwy            |                                | Cristoforo di Longwy                          |                                                        |  |  |       |  |  |                        |  |  |              |  |
|                                     |                                | Anna di Neufchâtel                            | Ferdinando di Neufchâtel, signore di Narnay e Montaigu |  |  |       |  |  |                        |  |  |              |  |
|                                     |                                | Anna di Neufchâtel                            | Ferdinando di Neufchâtel, signore di Narnay e Montaigu |  |  |       |  |  |                        |  |  |              |  |
|                                     |                                | Anna di Neufchâtel                            | Maddalena di Vinstingen-Schwanenhals                   |  |  |       |  |  |                        |  |  |              |  |
| Alessandrina de Rye                 |                                | Anna di Neufchâtel                            |                                                        |  |  |       |  |  |                        |  |  |              |  |
|                                     | Giusto I di Tournon-Roussillon | Giacomo II di Tournon                         |                                                        |  |  |       |  |  |                        |  |  |              |  |
|                                     | Giusto I di Tournon-Roussillon | Giacomo II di Tournon                         |                                                        |  |  |       |  |  |                        |  |  |              |  |
|                                     | Giusto I di Tournon-Roussillon | Giovanna di Polignac                          |                                                        |  |  |       |  |  |                        |  |  |              |  |
| Giusto II di Tournon-Roussillon     | Giusto I di Tournon-Roussillon |                                               |                                                        |  |  |       |  |  |                        |  |  |              |  |
|                                     |                                | Giovanna di Vissac                            | Antonio II di Vissac, signore d'Arlanc e Murs          |  |  |       |  |  |                        |  |  |              |  |
|                                     |                                | Giovanna di Vissac                            | Antonio II di Vissac, signore d'Arlanc e Murs          |  |  |       |  |  |                        |  |  |              |  |
|                                     |                                | Giovanna di Vissac                            | Anna Isabella de la Roüe                               |  |  |       |  |  |                        |  |  |              |  |
| Claudina di Tournon-Roussillon      |                                | Giovanna di Vissac                            |                                                        |  |  |       |  |  |                        |  |  |              |  |
|                                     |                                | Francesco II de la Tour, visconte di Tourenne | Antonio de la Tour d'Auvergne, visconte di Turenne     |  |  |       |  |  |                        |  |  |              |  |
|                                     |                                | Francesco II de la Tour, visconte di Tourenne | Antonio de la Tour d'Auvergne, visconte di Turenne     |  |  |       |  |  |                        |  |  |              |  |
|                                     |                                | Francesco II de la Tour, visconte di Tourenne | Antonietta di Montfort                                 |  |  |       |  |  |                        |  |  |              |  |
| Claudina de la Tour-Turenne         |                                | Francesco II de la Tour, visconte di Tourenne |                                                        |  |  |       |  |  |                        |  |  |              |  |
|                                     |                                | Anna de la Tour, signora di Montgascon        | Goffredo de la Tour, barone di Montgascon              |  |  |       |  |  |                        |  |  |              |  |
|                                     |                                | Anna de la Tour, signora di Montgascon        | Goffredo de la Tour, barone di Montgascon              |  |  |       |  |  |                        |  |  |              |  |
|                                     |                                | Anna de la Tour, signora di Montgascon        | Antonietta di Polignac                                 |  |  |       |  |  |                        |  |  |              |  |
|                                     |                                | Anna de la Tour, signora di Montgascon        |                                                        |  |  |       |  |  |                        |  |  |              |  |